# الخروج (ألبوم)
الخروج (بالإنجليزية: Breakout)‏ هو ثاني ألبوم إستديو للمغنية وكاتبة الأغاني مايلي سايرس. أصدر الألبوم في 22 يوليو، 2008، وكان أول ألبوم لسايرس لا يحمل طابع هانا مونتانا، حيث «خرجت» سايرس عن ذلك الأسلوب.
لحنت سايرس كثير من أغاني الخروج خلال جولة أفضل ما في العالمين (2007-2008)، وساهمت بكتابة ثماني أغاني من أصل اثنتا عشر. يغلب على الألبوم طابع البوب روك أو الروك الشعبي مع القليل من أنماط الموسيقى الأخرى، وتتحدث الكلمات عن بدء الكبر في السن ونهاية العلاقات بشكل أساسي.
أعجب الألبوم النقاد، ولاقى نجاحاً تجارياً، وهيأ لتقديم سايرس في بلدان جديدة، كما حصل على أسطوانة بلاتينية في الولايات المتحدة.

## قائمة أغاني الألبوم
| #   | عنوان                                                  | المدة |
| --- | ------------------------------------------------------ | ----- |
| 1.  | "الخروج Breakout"                                      | 3:26  |
| 2.  | "7 أشياء 7 Things"                                     | 3:33  |
| 3.  | "طريق القيادة The Driveway"                            | 3:42  |
| 4.  | "الفتيات تريد فقط أن تستمتع Girls Just Wanna Have Fun" | 3:06  |
| 5.  | "دائرة مغلقة Full Circle"                              | 3:14  |
| 6.  | "ذبابة على الحائط Fly on the Wall"                     | 2:31  |
| 7.  | "قاع المحيط Bottom of the Ocean"                       | 3:15  |
| 8.  | "استيقظي أمريكا Wake Up America"                       | 2:46  |
| 9.  | ""هذه الحيطان الأربعة These Four Walls""               | 3:28  |
| 10. | "أغنية بسيطة Simple Song"                              | 3:32  |
| 11. | "وداعاً Goodbye"                                        | 3:50  |
| 12. | "أراك مرة أخرى See You Again" (ريميكس روك مافيا)       | 3:16  |

## روابط خارجية
- الخروج على موقع ميتاكريتيك (الإنجليزية)